# Distretto di Lao Suea Kok
Il distretto di Lao Suea Kok (in thailandese: เหล่าเสือโก้ก) è un distretto (amphoe) della Thailandia, situato nella provincia di Ubon Ratchathani.